# کت دوماری
کت دوماری (هلندی: Kaat Dumarey؛ زادهٔ ۸ سپتامبر ۱۹۹۹) ژیمناست آکروباتیک زن اهل بلژیک است.